# Złatusza
Złatusza (bułg. Златуша) – wieś w Bułgarii, w obwodzie sofijskim, w gminie Bożuriszte. Według danych szacunkowych Ujednoliconego Systemu Ewidencji Ludności oraz Usług Administracyjnych dla Ludności, 15 czerwca 2020 roku miejscowość liczyła 127 mieszkańców. Miejscowość położona jest w górach Wiskjar. Przez wieś płyną rzeki Delanska, Kradna, Rosomanska.